# 浅香春彦
浅香  春彦（あさか はるひこ、本名：猪股 稔（いのまた みのる）、1934年6月10日 - ）は、日本の俳優。旧芸名・別名：朝香 春彦（読みは同じ）。
京都府出身。立命館大学卒。
1957年にミスター平凡コンテストで準ミスターを受賞。

## 出演作品

### テレビドラマ
- 東芝日曜劇場
  - お犬さま係（1960年）※デビュー作
  - 並木川岸（1962年）
  - 天国の父ちゃんこんにちは（1967年 - 1978年）
  - 家庭が大事（1973年）
  - 冬の中に（1974年）
- 高瀬舟（1962年）※本格デビュー作
- 新隠密剣士 第2部「忍法薩摩秘帖」（1965年） - 十色典膳
  - 第3話「蓑虫破術」 - 第5話 「忍びくの一」、第7話「忍法血潮文字」
- 特別機動捜査隊
  - 第181話「空白」（1965年）
  - 第542話「ドルショック」　(1971年)　-　園部
  - 第599話「女房貸します」　(1973年)　-　日下
  - 第698話「欲望という河」（1975年） -　内海桃石
- 親父と三人の娘たち（1965年）
- ウルトラマン 第11話「宇宙から来た暴れん坊」（1966年） - 山本博士
- 魔神バンダー（1969年） - 犬神五郎博士
- 千葉周作 剣道まっしぐら 第23話「剣の心・人の心」（1971年、TBS）- 紋十
- 柳生十兵衛 第25話「うらなり武士道」（1971年） - 黒川又十郎
- 荒野の用心棒 第16話「烈風輸送隊に白馬が嘶いて…」（1973年） - 治作
- 太陽にほえろ! （1973年）
  - 第41話「ある日、女が燃えた」 - 影山英俊
  - 第53話「ジーパン刑事登場!」 - テニスクラブ支配人
- ご存知遠山の金さん 第31話「泣くな伝助」（1974年、NET / 東映）
- 暗闇仕留人 第13話「自滅して候」（1974年、ABC / 松竹） - 大川原甚内
- 伝七捕物帳（NTV）
  - 第21話「あかずの錠に情をかけて」（1974年） -  谷村隼人
  - 第39話「どぶねずみ退治」（1974年） -  河合大二郎
  - 第101話「女ごころいたずら覚書」（1976年） - 仙吉
  - 第129話「愛の絆に灯がともる」（1976年） - 玉吉
  - 第146話「炎に泣いた父子鳥」（1977年） - 定吉
- 座頭市物語 第17話「花嫁峠に夕陽は燃えた」（1975年、CX / 勝プロ）
- 仮面ライダーアマゾン 第21話「冷凍ライダーを食べる人食い獣人!」（1975年） - 井口
- 達磨大助事件帳（1977年 - 1978年） - 岸伝八郎
- 若さま侍捕物帳（1978年）
- 伝七捕物帳（テレビ朝日版）第25話「鈴を振る女」（1979年、ANB）- 又八
- そば屋梅吉捕物帳（1979年　- 1980年、TX） - まむしの源次郎
- 遠山の金さん 第1シリーズ 第58話「謎の怪死事件・鏡の中の女!」（1983年）
- 火曜サスペンス劇場
- 社長が震えた日（1992年）

### 映画
- 素晴らしき十九才（1959年）
- 任侠列伝 男（1971年）
- 団地妻 しのび逢い（1972年）

### 舞台
- 滝の白糸
- 近松物語
- 夫婦善哉
- 夕化粧
- 雪国
- 夢千代日記

### CM
- 日本たばこ産業
- 釣具がまかつ
- 富士ゼロックス